# Marie Bittnerová

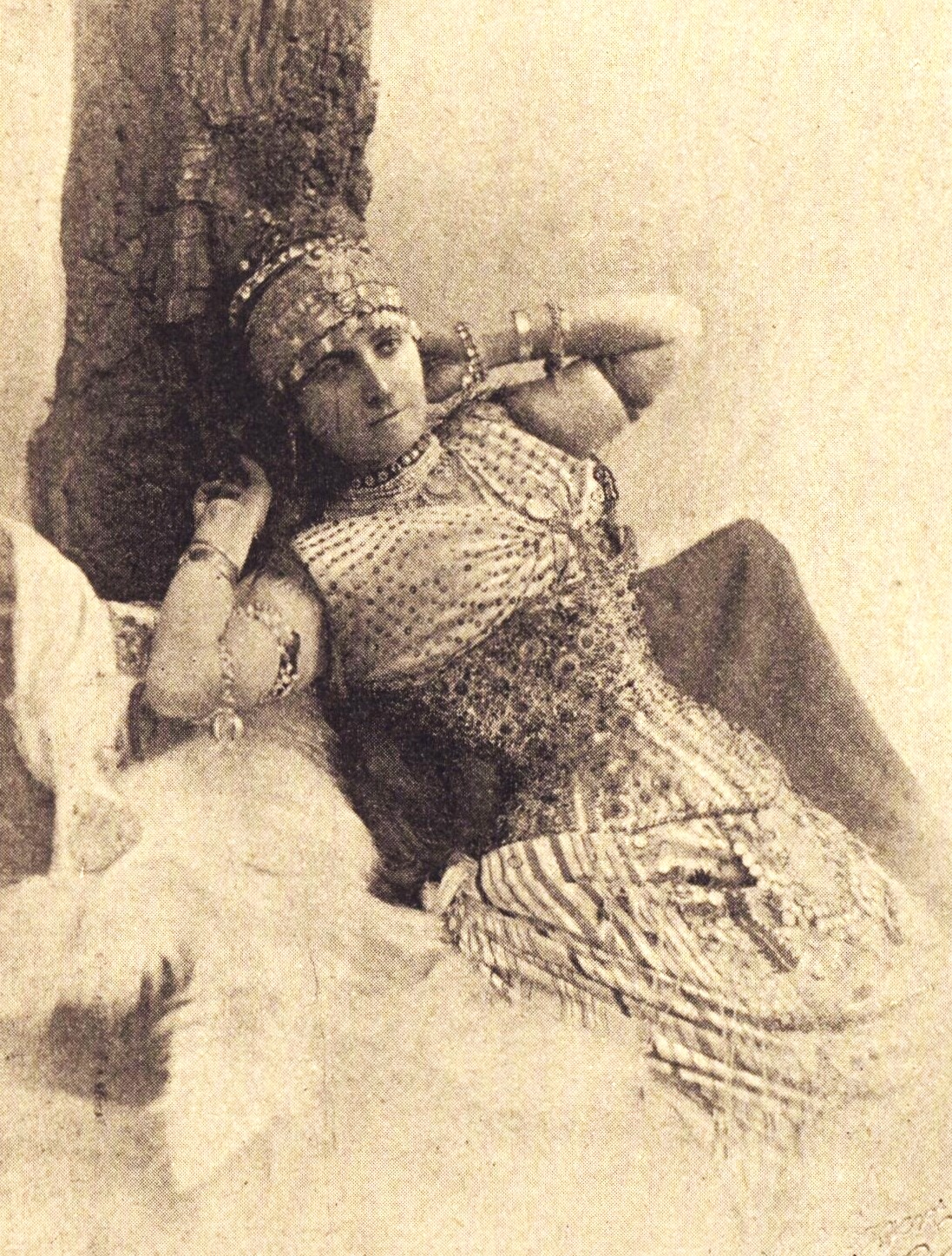
Portrét Marie Bittnerové

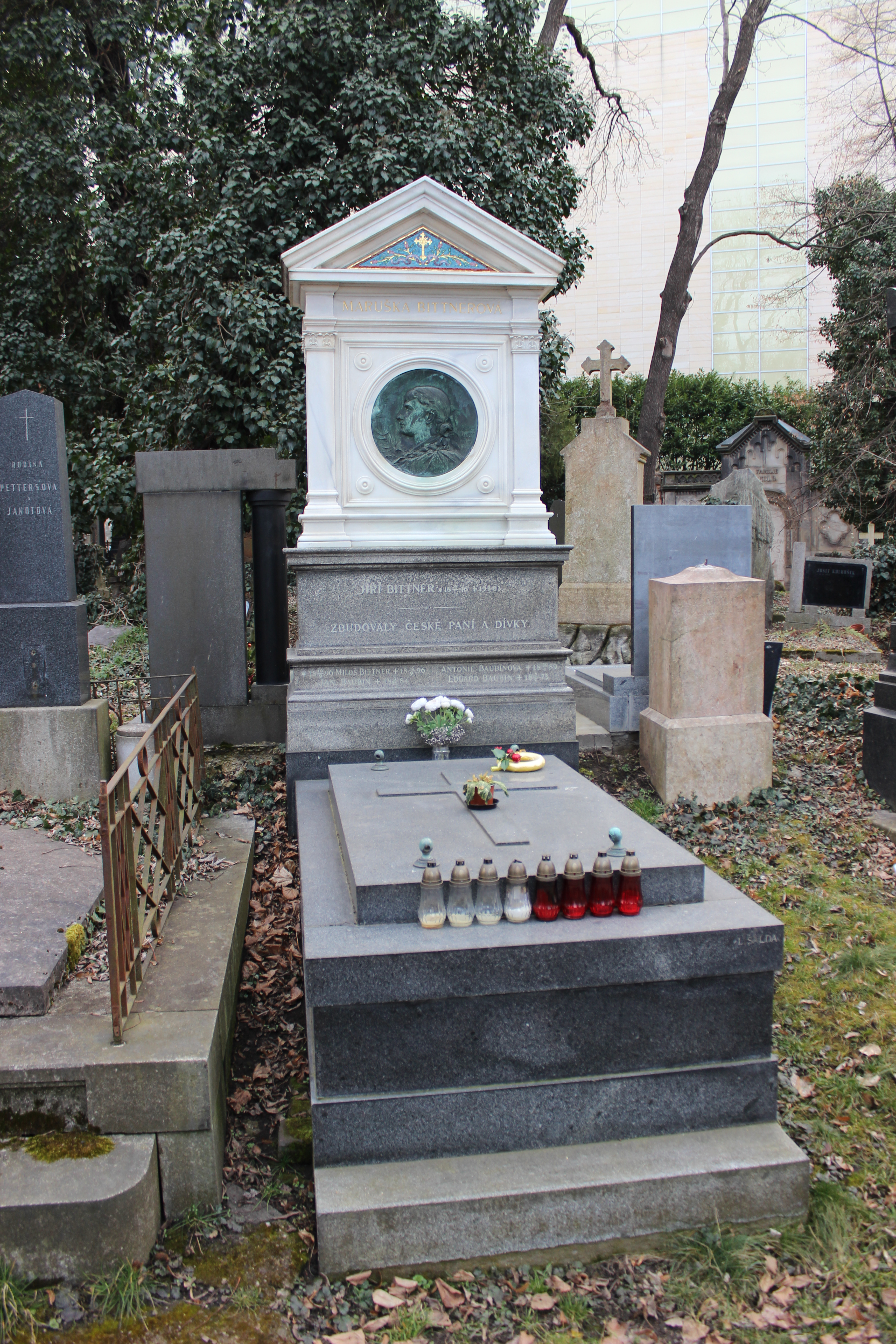
Hrob Marie Bittnerové na Olšanských hřbitovech v Praze

Marie Bittnerová (rozená Boubínová, či starším pravopisem Baubinová, někdy uváděna jako Bittnerová-Boubínová; 10. února 1854 Praha – 2. ledna 1898 Praha) byla česká herečka.

## Život
Narodila se do rodiny Jana (1815–1884) a Antonie (1815–1889) Boubínových. Její otec byl truhlářský mistr a rodina žila v Karlíně na předměstí tehdejší Prahy. Její tetou byla Eleonora Šomková (zvaná Lori) která byla snoubenkou českého básníka Karla Hynka Máchy.
Herecky se připravovala u Otýlie Sklenářové-Malé. Poprvé hrála v roce 1873 v Prozatímním divadle. Roku 1874 se provdala za herce Jiřího Bittnera. V roce 1877 byla po svém výkonu v roli Markétky v Goethově hře Faust spolu se svým manželem Jiřím Bittnerem angažována v dvorním divadle v Meiningenu, kde ztvárnila řadu rolí. V letech 1879–1880 hrála v Berlíně, v letech 1880–1881 v Moskvě. V roce 1881 se vrátila do Prahy a vstoupila do souboru nově založeného Národního divadla. Představovala především tragicky milující mladé ženy a dívky (Julie v Romeovi a Julii, Ofélie v Hamletovi, Desdemona v Othellovi, Viola ve Večeru tříkrálovém). Národní divadlo opustila v roce 1890, působila rok v Městském divadle v Rize a vrátila se krátce do Národního divadla. Po obvinění z nevlasteneckého jednání opustila v roce 1893 Národní divadlo i uměleckou dráhu . V ND pak ještě vystoupila jako host v roce 1897.
Byla členkou Amerického klubu dam, založeného Karolínou Světlou a Vojtou Náprstkem.
Marie Bittnerová zemřela dne 2. ledna 1898, tři dny po porodu druhého, opět mrtvého potomka. Spolu se synem Milošem, manželem Jiřím, rodiči a bratrem je pohřbena na Olšanských hřbitovech. Opuštěný hrob adoptovala v rámci projektu Adopce hrobů v roce 2023 Petra Helikarová. Hrobka od léta 2023 prochází rekonstrukcí. Ta byla dokončena na jaře 2024.

## Kariéra
K herecké kariéře ji mimo talentu napomohl i krásný vzhled, plnozvučný hlas a dobře zvládnutá mimika s křehkým vzhledem mladé dívky, který si udržela až do pozdních let. Byla schopna ztvárnit i mimořádně dramaticky obtížné postavy, které později přebírala od své předchůdkyně a učitelky Sklenářové-Malé a postupně ji nahradila ve velkých rolích Shakespearových, Schillerových či Goethových her. Často se také uplatňovala v rolích milovnic a heroin, mimo to vytvořila i řadu soudobých hrdinek francouzských konverzačních her. Svou bohatou výrazovou škálou uměla přesvědčivě zobrazit citovou vypjatost, ale i milostnou vášeň svých hrdinek. V Národním divadle byla jednou z hereček uplatňujících realistický styl, nikdy k němu však plnohodnotně nedospěla, i když z dámské části souboru k němu byla nejblíže. K jejím snahám o prosazení realistického stylu se kriticky stavěl Jaroslav Vrchlický.

## Citát
| „                 | On padesátník a ona dvaačtyřicetiletá těšili se jako mladičcí milenci na první dítě. Maruška je porodila na podzim r. 1896 – a bylo mrtvo. Touha po mateřství však s ním nezašla a tato touha stala se manželům Bittnerovým záhubou. Druhý plod pod srdcem Maruščiným nedozrál a již v prvních měsících těhotenství nedočkavou matku zahubil. | “ |
| — Jaroslav Kvapil | |   |

## Divadelní role (výběr)
- 1873 Friedrich Schiller: Panna Orleánská, Anežka Sorelová, Prozatímní divadlo
- 1873 William Shakespeare: Zkrocení zlé ženy: Bianca, Prozatímní divadlo
- 1873 Václav Vlček: Eliška Přemyslovna, Milada, Prozatímní divadlo
- 1873 William Shakespeare: Sen noci svatojánské, Hermie, Prozatímní divadlo
- 1874 Victorien Sardou: Spekulant a jeho rod, Kamila, Prozatímní divadlo
- 1875 Friedrich Schiller: Loupežníci, Amalie, Prozatímní divadlo
- 1875 William Shakespeare: Večer tříkrálový aneb Cokoli chcete, Olivie, Prozatímní divadlo
- 1876 Ferdinand Břetislav Mikovec: Záhuba rodu Přemyslovců, Viola Těšínská, Prozatímní divadlo
- 1877 Josef Kajetán Tyl: Strakonický dudák, Lesana, Prozatímní divadlo
- 1879/80 Johann Wolfgang Goethe: Faust, Gretchen (Markétka), Hoftheater Meiningen
- 1879/80 William Shakespeare: Hamlet, Ofelie, Hoftheater Meiningen
- 1881 Friedrich Schiller: Smrt Valdštejnova: Tekla, Národní divadlo
- 1881 Josef Jiří Kolár: Smiřičtí: Alžběta, Národní divadlo
- 1883 František Ferdinand Šamberk: Josef Kajetán Tyl, Ludmila, Prozatímní divadlo
- 1884 Josef Kajetán Tyl: Paličova dcera, Rozárka, Národní divadlo
- 1884 Eugène Scribe: Sklenice vody, Královna Anna, Národní divadlo
- 1884 William Shakespeare: Romeo a Julie: Julie, Prozatímní divadlo, i Národní divadlo (1884)
- 1884 Ferdinand Břetislav Mikovec: Záhuba rodu Přemyslovců, Veruna, Prozatímní divadlo
- 1885 Alexandre Dumas ml.: Denisa, Denisa, Národní divadlo
- 1886 Johan Wolfgang Goethe: Egmont, Klára, Prozatímní divadlo
- 1887 William Shakespeare: Othello, Desdemona, Národní divadlo
- 1888 Victorien Sardou: Cyprienna, Cyprienna, Národní divadlo
- 1889 Henrik Ibsen: Nora, Nora, Národní divadlo
- 1889 Gabriela Preissová: Gazdina roba, Eva
- 1890 Friedrich Schiller: Maria Stuart, Maria Stuart, Národní divadlo
- 1891 Adolf von Wilbrandt: Arria a Messalina, Valeria Messalina, Národní divadlo
- 1892 William Shakespeare: Pohádka zimního večera, Hermiona, Národní divadlo
- 1892 Imre Madách: Tragedie člověka, Eva, Národní divadlo
- 1897 Friedrich Schiller: Marie Stuartovna, Marie Stuartovna, Národní divadlo j. h.

## Odraz v kultuře
- Marie Bittnerová se se svým manželem stali předobrazy k manželům Bittnerovým, které ve hře Záskok popisuje divadlo Járy Cimrmana jako uprchlíky divadelní společnosti Lipany.